# République socialiste soviétique kazakhe
 (décembre 2023).
Si vous disposez d'ouvrages ou d'articles de référence ou si vous connaissez des sites web de qualité traitant du thème abordé ici, merci de compléter l'article en donnant les références utiles à sa vérifiabilité et en les liant à la section « Notes et références ».
1936–1991
Entités précédentes :
- République socialiste soviétique autonome kazakhe (RSFSR)

Entités suivantes :
- République du Kazakhstan

La République socialiste soviétique kazakhe (en kazakh : Қазақ Советтік Социалистік Республикасы, Qazaq Sovettik Sotsialistik Respoublikasy ; en russe : Казахская Советская Социалистическая Республика, Kazakhskaïa Sovetskaïa Sotsialistitcheskaïa Riespoublika ; littéralement « République socialiste des conseils kazakhe »), ou Kazakhie, était l'une des 15 républiques membres de l'Union soviétique. Elle fut fondée le 5 décembre 1936 et dissoute le 16 décembre 1991. Son territoire correspond à celui de l'actuelle république du Kazakhstan. Sa capitale était Alma-Ata.

## Organisation politique
Comme pour les autres républiques socialistes soviétiques, l'organisation de l'État est une réplique à un niveau inférieur de celle de l'URSS.
Le Soviet suprême de la RSS kazakhe (une seule chambre, contrairement au Soviet suprême de l'Union soviétique qui est bicaméral) était élu pour quatre ans. Il était composé d'un député pour 27 000 habitants. Quand le Soviet suprême n'était pas réuni en session, le pouvoir était exercé par le Præsidium du Soviet suprême de la RSS kazakhe, réplique locale du Præsidium du Soviet suprême de l'URSS dont les membres étaient élus par le Soviet suprême.
Le Conseil des ministres promulguait les lois de la RSS kazakhe.
Au niveau de l'Union, la RSS Kazakhe était représentée par 32 députés au Soviet des nationalités du Soviet suprême de l'URSS.

## Population
Du fait de plusieurs fortes vagues de migration vers la RSS kazakhe en provenance des autres républiques soviétiques, et principalement de la Russie, la population de la RSS kazakhe fit plus que doubler en une trentaine d'années :
- 1940 : 6 148 000 habitants ;
- 1959 : 9 295 000 habitants ;
- 1970 : 13 009 000 habitants.

Pour cette même raison, la RSS Kazakhe fut la seule des républiques soviétiques dont la population éponyme, en l'occurrence les Kazakhs, n'était pas majoritaire sur son propre territoire. Elle fut également la seule république où aucun groupe ethnique ne représentait la majorité absolue de la population.
En 1970, le Kazakhstan comptait 5 522 000 Russes, 4 234 000 Kazakhs, 933 000 Ukrainiens, ainsi que nombre d'autres minorités dont 288 000 Tatares, 216 000 Ouzbeks, 198 000 Biélorusses, 121 000 Ouïghours, etc.
Les populations slaves, russes, ukrainiennes et biélorusses, qui formaient ensemble presque la moitié des habitants de la république, étaient essentiellement concentrées dans les villes (Alma-Ata, Karaganda, Oust-Kamenogorsk) et dans la partie septentrionale de la république. Les Kazakhs représentaient surtout la tranche rurale et méridionale de la population.

## Histoire

### Naissance de la RSS kazakhe
Le 5 décembre 1936, à l'occasion de l'adoption de la troisième Constitution de l'Union soviétique, la République socialiste soviétique autonome kazakhe, jusque-là rattachée à la république socialiste fédérative soviétique de Russie, devient une république socialiste soviétique à part entière sous le nom de République socialiste soviétique kazakhe.

### La Grande Guerre patriotique
Le 22 juin 1941, l'Allemagne nazie pénètre sur le territoire de l'Union soviétique. Plus d'un million d'habitants du Kazakhstan (sur une population de 6 250 000 habitants, au début de la guerre) rejoindront l'Armée soviétique au cours du conflit. En raison de la distance qui sépare la république du front, celle-ci accueille de nombreuses usines évacuées des régions occidentales de l'Union soviétique. Les studios de cinéma moscovites Mosfilm sont également transférés à Alma-Ata (Sergueï Eisenstein y tourne Ivan le Terrible). Ces déplacements s'accompagnent de l'arrivée de plus de 400 000 personnes, d'origine européenne pour la plupart. Cependant, les usines et les exploitations agricoles du Kazakhstan tournent à fond pour soutenir l'effort de guerre avec le concours indispensable des femmes, un grand nombre d'hommes ayant été envoyés au front.
Parallèlement, un grand nombre d'habitants soupçonnés ou accusés de sympathie pour l'envahisseur allemand sont déportés au Kazakhstan (et dans une moindre mesure en Ouzbékistan) afin d'être éloignés des lignes ennemies. Les Allemands de Russie, les Tchétchènes, les Ingouches, les Tatars de Crimée, les Coréens de la côte Pacifique (accusés de collusion avec les Japonais) sont déportés en Asie centrale et au Kazakhstan. Les déportations de populations entières se poursuivront même après la guerre (déplacement des Grecs de Géorgie en 1949). Après la mort de Staline, certains peuples retourneront dans leur pays d'origine — la plupart des Tchétchènes, par exemple —, mais beaucoup restent au Kazakhstan. Ces déplacements massifs de populations expliquent en partie la grande variété ethnique du Kazakhstan.

### LaPerestroïkaau Kazakhstan
Le 11 mars 1985, Mikhaïl Gorbatchev devient Secrétaire général du PCUS. Il s'attaque rapidement à la corruption et à l'immobilisme des dirigeants du Kazakhstan et d'ailleurs. Un grand nombre de dignitaires de la RSS kazakhe sont démis de leurs fonctions. Le 16 décembre 1986, Din-Muhammed Kunaev, le secrétaire général du Parti communiste du Kazakhstan, en poste depuis vingt-deux ans, est remplacé par Guennadi Kolbin. Cette décision est perçue par de nombreux Kazakhs comme une ingérence du pouvoir central et comme un affront car Kunaev, d'origine kazakhe, était populaire dans la république. Son remplacement par Kolbin, un Russe n'ayant aucun lien avec le Kazakhstan, déclenche dès le lendemain des manifestations à Alma-Ata, puis dans d'autres villes, manifestations qui deviennent bientôt des émeutes et sont sévèrement réprimées. Après l'indépendance, on fera de ces événements, dits de Jeltoqsan (« décembre » en kazakh), le symbole de la renaissance nationale kazakhe.
Lors de la dislocation de l’URSS, le Kazakhstan est la dernière des quinze républiques soviétiques à déclarer son indépendance le 16 décembre 1991.

## Les grands projets menés au Kazakhstan soviétique
Au lendemain de la guerre, les autorités soviétiques choisissent la RSS Kazakhe comme lieu d'expérimentation nucléaire. Le polygone nucléaire de Semipalatinsk, vaste site consacré à la recherche et aux essais nucléaires, est créé en 1948 dans l'est de la république. Plusieurs centaines d'essais nucléaires y auront lieu en pleine atmosphère jusqu'en 1964, puis sous terre jusqu'en 1989. Le site de Semipalatinsk est à l'origine de la plus grande catastrophe sanitaire et écologique du pays. Les essais ont été d'autant plus néfastes pour la santé des populations voisines que celles-ci n'ont été nullement informées des risques qu'elles encouraient. 
En 1954, Nikita Khrouchtchev, qui a succédé à Staline à la tête du PCUS, lance la Campagne des terres vierges, un vaste programme visant à améliorer la production agricole soviétique par le défrichement et la mise en culture des terres non exploitées. La campagne est lancée en Sibérie, dans l'Altaï, dans l'Oural et dans le nord du Kazakhstan. Environ deux millions de volontaires, la plupart d'origine russe, viennent s'établir dans cette dernière région pour prendre part au défrichement. Au début des années 60, à la suite des différentes vagues d'immigration, les Kazakhs ne représentent même plus un tiers de la population du Kazakhstan. La Campagne des terres vierges, si elle permet d'augmenter de façon non négligeable la production agricole, aura toutefois des conséquences néfastes sur les sols de la steppe kazakhe qui, trop fragiles, s'épuiseront et se dégraderont assez rapidement.
C'est aussi au Kazakhstan qu'a été inauguré le 2 février 1955 le cosmodrome de Baïkonour. Conçu au départ comme une simple base de tests pour missiles balistiques, il deviendra ensuite mondialement connu comme la piste de lancement de la fusée Vostok dans laquelle Youri Gagarine accomplira le premier vol d'un homme dans l'espace (12 avril 1961). Le cosmodrome de Baïkonour, bien que situé au Kazakhstan, est depuis l'éclatement de l'URSS administré par la Russie, en vertu d'un accord entre les deux pays.